# Bernard Farcy
Pour les articles homonymes, voir Farcy.
Bernard Farcy est un acteur français, né le 2 février 1949 à Lyon 2e.

## Biographie

### Carrière
Bernard Farcy étudie au conservatoire de Lyon. Il obtient en première année trois seconds prix : comédie classique, comédie moderne et tragédie. Il quitte le conservatoire de Lyon la deuxième année, pour passer un an à l'école de théâtre de Robert Hossein à Reims.
Ensuite il s'installe à Paris. Dans un théâtre de Montparnasse, il crée un spectacle composé de deux pièces très différentes : La fleur à la bouche de Luigi Pirandello et Poivre de Cayenne de René de Obaldia.
Le directeur de casting Dominique Besnehard assiste au spectacle et le présente à Jean-Jacques Beineix ; Bernard Farcy obtient ainsi son premier grand rôle au cinéma dans La Lune dans le caniveau, réalisé par ce dernier.
Il tient des rôles de personnages parfois inquiétants dans des films comme : Notre histoire de Bertrand Blier avec Alain Delon, Ne réveillez pas un flic qui dort avec Alain Delon et Michel Serrault, Le Solitaire de Jacques Deray avec Jean-Paul Belmondo, Les Trois Frères (avec Les Inconnus), Le Pacte des loups de  Christophe Gans.
Bernard Farcy tient des seconds rôles dans plusieurs films ayant réalisé des records d'entrées en France, dont Marche à l'ombre de Michel Blanc, Les Trois Frères de Didier Bourdon et Bernard Campan, Astérix et Obélix : Mission Cléopâtre d'Alain Chabat, ou Le Pacte des loups de Christophe Gans.
C'est dans un emploi comique que le grand public le remarque tout particulièrement, quand il tient le rôle du chef policier déjanté, le commissaire Gibert, dans le film Taxi et ses quatre suites (bien qu'il soit désormais le maire de Marseille dans le cinquième film).
Dans un tout autre registre, en 2006, il est salué par la critique, par les professionnels et par le public, pour son interprétation du général Charles de Gaulle, dans Le Grand Charles de Bernard Stora. Bernard Farcy obtient pour ce rôle un FIPA d'or d'interprétation masculine au festival international de télévision de Biarritz, ainsi qu'une nomination aux Emmy Awards à New York.
Depuis quelques années il partage son temps entre Paris et Marrakech. Il a découvert ce pays durant le tournage d'Astérix et Obélix : Mission Cléopâtre et a décidé quelques années plus tard d’y séjourner plus ou moins régulièrement . De fait, il se fait un peu plus rare au cinéma dans les années 2010.
En 2016, il joue « Célestin »
un rôle important dans le film La Folle Histoire de Max et Léon de Jonathan Barré.
En 2019, il accepte une  participation dans le court-métrage Monstrus Circus de Jordan Inconstant, qui est acclamé par la critique, tout en recevant 30 récompenses et 20 nominations à travers le monde.
Il mesure 1,92 m.

## Filmographie

### Cinéma

#### Longs métrages

##### Années 1980
- 1983 : La Lune dans le caniveau de Jean-Jacques Beineix : Jésus
- 1984 : Notre histoire de Bertrand Blier : Farid
- 1984 : Femmes de personne de Christopher Frank : Bruno
- 1984 : Marche à l'ombre de Michel Blanc : Monsieur Christian
- 1986 : Lien de parenté de Willy Rameau : Lucien Donati
- 1986 : Tenue de soirée de Bertrand Blier
- 1987 : François Villon - le poète vagabond de Sergiu Nicolaescu
- 1987 : Le Solitaire de Jacques Deray : Carmoni
- 1987 : Cœurs croisés de Stéphanie de Mareuil : Fano
- 1988 : Saxo d'Ariel Zeitoun : Moska
- 1988 : La Travestie d'Yves Boisset : Le Hollandais
- 1988 : A Soldier's Tale de Larry Parr : André
- 1988 : Ne réveillez pas un flic qui dort de José Pinheiro : Latueva
- 1989 : À deux minutes près d'Éric Le Hung : Henri

##### Années 1990
- 1991 : Les Équilibristes de Nikos Papatakis : Policier
- 1993 : Justinien Trouvé ou le Bâtard de Dieu de Christian Fechner : Biensobre
- 1994 : Grosse Fatigue de Michel Blanc : L'employé ANPE
- 1995 : Les Trois Frères de Didier Bourdon et Bernard Campan : Steven Marchand
- 1996 : La Divine Poursuite de Michel Deville : Walter Rousseau
- 1997 : Les Sœurs Soleil de Jeannot Szwarc : Norbert Rubino
- 1998 : Taxi de Gérard Pirès : commissaire Gibert

##### Années 2000
- 2000 : Taxi 2 de Gérard Krawczyk : commissaire Gibert
- 2001 : Le Pacte des loups de Christophe Gans : L'intendant Lafont
- 2001 : Les Percutés de Gérard Cuq : Karszinski
- 2002 : Astérix et Obélix : Mission Cléopâtre d'Alain Chabat : le capitaine Barbe-Rouge
- 2003 : Taxi 3 de Gérard Krawczyk : commissaire Gibert
- 2003 : People de Fabien Onteniente : B.B. Bellencourt
- 2003 : Albert est méchant de Hervé Palud : Lechevalier
- 2005 : Iznogoud de Patrick Braoudé : le Sultan Pullmankar
- 2007 : Taxi 4 de Gérard Krawczyk : commissaire Gibert
- 2007 : Le Bénévole de Jean-Pierre Mocky : commissaire Trépied
- 2008 : Nuits cannoises de Christian Vandelet : le producteur de cinéma poursuivi par un scénariste
- 2009 : Le Vilain d'Albert Dupontel : Inspecteur Eliott

##### Années 2010
- 2012 : Le Coq d'Adella Ferkous (film Marocain)
- 2013 : L'Etoile Bleue de Kamal Kamal (film Marocain)
- 2014 : Sarah-Juliette de  Ahmed El Maanouni  (film Marocain)
- 2016 : La Folle Histoire de Max et Léon de Jonathan Barré : Célestin
- 2018 : Taxi 5 de Franck Gastambide : le maire de Marseille Gérard Gibert

##### Années 2020
- 2024 : 14 Jours pour aller mieux d'Édouard Pluvieux : Hubert
- 2024 : Sous écrous d'Hakim Bougheraba : Maitre Riquet
- 2025 : Y'a pas de réseau d'Édouard Pluvieux : Gendarme Bertrand

#### Courts métrages
- 2004 : Mona lisier de Clode Hingant : Christian
- 2004 : Le plein des sens d'Erick Chabot
- 2004 : Il était une fois dans l'ouest de la Corse  de Laurent Simonpoli : Provost Stetson
- 2019 : Monstrus Circus de Jordan Inconstant : Lucius
- 2023 : L'Hypermnésique de Julien Mouquet : Jo Beaumont

### Box-office
| Film                                  | Date de sortie   | Réalisateur                      | Box-office         |
| ------------------------------------- | ---------------- | -------------------------------- | ------------------ |
| Astérix et Obélix : Mission Cléopâtre | 30 janvier 2002  | Alain Chabat                     | 14 559 509 entrées |
| Taxi 2                                | 29 mars 2000     | Gérard Krawczyk                  | 10 349 454 entrées |
| Les Trois frères                      | 13 décembre 1995 | Didier Bourdon et Bernard Campan | 6 897 098 entrées  |
| Taxi                                  | 8 avril 1998     | Gérard Pirès                     | 6 522 121 entrées  |
| Marche à l'ombre                      | 17 octobre 1984  | Michel Blanc                     | 6 168 425 entrées  |
| Taxi 3                                | 29 janvier 2003  | Gérard Krawczyk                  | 6 151 691 entrées  |

### Télévision
- 1977 : Un juge, un flic de Denys de La Patellière, première saison (1977), épisode : Les Hochets : un CRS
- 1979 : Joséphine ou la comédie des ambitions, de Robert Mazoyer
- 1979 : Temps X (non crédité)
- 1983 : Capitaine X, de Bruno Gantillon
- 1985 : Les Enquêtes du commissaire Maigret, épisode : Le Revolver de Maigret de Jean Brard : Pierre Delteil
- 1985 : La Théorie du 1 %, de Gérard Marx : l'homme en noir
- 1985 : Pitié pour les rats de Jacques Ertaud : Chicotte
- 1986 : Et demain viendra le jour, de Jean-Louis Lorenzi : le sergent
- 1989 : La Comtesse de Charny, de Marion Sarraut : Georges Jacques Danton
- 1992 : Vacances au purgatoire, de Marc Simenon
- 1994 : Cœur à prendre, de Christian Faure
- 1995 : Le Parasite, de Patrick Dewolf : le pharmacien
- 1995 : Van Loc : un grand flic de Marseille, épisode Victoire aux poings : Bessières
- 1995 : L'instit, épisode Révélation, de Christian Karcher : le médecin
- 1996 : Les Bœuf-carottes, épisode Sonia : Milandre
- 1998 : Crimes en série, épisode Le silence du scarabée : Célano
- 1998 : Tapage Nocturne, de Gérard Cuq : Vasco
- 1999 : Chère Marianne, de Pierre Joassin : Jean-Claude Vilard
- 2000 : Le Mystère Parasuram, de Michel Sibra : Hibert Dupire
- 2006 : Le Grand Charles, de Bernard Stora : Charles de Gaulle
- 2011 : À la recherche du temps perdu, de Nina Companeez : le duc de Guermantes
- 2013 : Nos chers voisins : Jean-Claude, le beau-père d'Alain
- 2016 : La Folle Soirée du Palmashow 3 (guest)
- 2024 : Meurtres à Honfleur de Christelle Raynal : Paul

## Théâtre
- 1973 : Monsieur Mockinpott de Peter Weiss, mise en scène Bruno Carlucci, Théâtre de la Satyre (Lyon).
- 1974 : Tambours dans la nuit, de Bertolt Brecht, mise en scène Bruno Carlucci, Théâtre de la Satyre (Lyon).
- 1979 : Ruy Blas de Victor Hugo, mise en scène de Jacques Destoop, Comédie-Française.
- 1980 : La Fleur a la bouche de Luigi Pirandello.
- 1980 : Poivre de Cayenne de René de Obaldia, mise en scène Maiotte Day.
- 1999 : Espèces menacées, de Ray Cooney, mise en scène Éric Civanyan, tournée.
- 2008 : Oscar de Claude Magnier, mise en scène Philippe Hersen, Théâtre du Gymnase Marie Bell, tournée en 2009.
- 2010 : Drôle de couple de Neil Simon, mise en scène Anne Bourgeois, Théâtre des Nouveautés, tournée en 2011.